# Creamfields
Creamfields es un festival de música electrónica celebrado anualmente cada mes de agosto en Liverpool (Reino Unido) desde 1998, organizado por los responsables del club nocturno liverpuliano Cream , club privado del cual se deriva el nombre de su evento musical "Creamfields".
 
El festival cuenta con la participación de varios DJ's en vivo, tiene una duración de cuatro días, una asistencia aprox. de 70 000 personas por día, y desde 2006 se realiza más precisamente en Daresbury, en el condado de Cheshire, muy próximo a Liverpool.
Festivales Creamfields se han realizado también fuera de Reino Unido, en las siguientes ciudades:
Europa: Breslavia (Polonia), Almería, Vigo (España), Lisboa (Portugal), Mangalia (Rumania), Moscú (Rusia), Praga (República Checa), Punchestown (Irlanda), Rabat (Malta), Kiev (Ucrania), Estambul (parte europea perteneciente a Turquía).
América: Buenos Aires (Argentina), Santiago (Chile), Ciudad de México (México), Montevideo (Uruguay), Río de Janeiro, Curitiba, Belo Horizonte (Brasil), Lima (Perú), Bogotá (Colombia) y Asunción (Paraguay).

## Historia
Creamfields surgió con la idea de ofrecer un festival de música electrónica y entretenimiento en un gran espacio al aire libre.
A lo largo de los años, Creamfields se consolidó como el festival favorito del público: es la pista de baile más grande del mundo y tiene una propuesta artística que une a grandes exponentes de la escena electrónica internacional, con figuras locales consolidadas y talentos emergentes.
Desde hace diez años, Creamfields es uno de los más grandes festivales del género en el mundo y presenta, por show, más de 90 artistas nacionales e internacionales, una disposición del espacio única dentro de un predio de características excepcionales, otorgándole reconocimiento mundial por la calidad artística del festival.
Creamfields es el único festival que logró extender con éxito el concepto de música y entretenimiento al aire libre y trasladó su propuesta de montaje a gran escala, escenarios al aire libre y carpas con diferentes formatos a más de 15 países, como Argentina, Chile, Brasil, Uruguay, Perú, Australia, España, Emiratos Árabes, entre otros.
DJs pioneros y bandas exponentes de la música electrónica como Chemical Brothers, Faithless, Basement Jaxx, Groove Armada, Underworld, Fatboy Slim, Hernán Cattáneo, John Digweed, Sasha y Paul Oakenfold participaron en las diferentes ediciones del festival y deslumbraron con sus sets a más de 50.000 personas por show.

## Eventos realizados

### Europa

#### EnLiverpool(Reino Unido)
- Creamfields UK 2006 - 26 de agosto - 40 000 personas.
- Creamfields UK 2005 - 27 de agosto - 45 000 personas.
- Creamfields UK 2004 - 28 de agosto - 35 000 personas.
- Creamfields UK 2003 - 23 de agosto - 35 000 personas.
- Creamfields UK 2002 - 24 de agosto - 35 000 personas.
- Creamfields UK 2001 - 25 de agosto - 50 000 personas.
- Creamfields UK 2000 - 26 de agosto - 40 000 personas.
- Creamfields UK 1999
- Creamfields UK 1998

#### EnAndalucía(España)
- Creamfields Andalucía 2012 - 10 y 11 de agosto . Circuito Permanente de Velocidad (Jerez de la Frontera).
- Creamfields Andalucía 2011 - 13 y 14 de agosto - 23.000 personas (día 1) 27.000 personas (día 2). Circuito Permanente de Velocidad (Jerez de la Frontera).
- Creamfields Andalucía 2010 - 14 de agosto - 23 000 personas. Guardias Viejas (El Ejido).
- Creamfields Andalucía 2009 - 15 de agosto - Guardias Viejas (El Ejido).
- Creamfields Andalucía 2008 - 9 de agosto - 30 000 personas. Guardias Viejas (El Ejido).
- Creamfields Andalucía 2007 - 11 de agosto - 55 000 personas. Villaricos.
- Creamfields Andalucía 2006 - 12 de agosto - 35 000 personas. Villaricos.
- Creamfields Andalucía 2005 - 13 de agosto - 32 000 personas. Villaricos.
- Creamfields Andalucía 2004 - 14 de agosto - 23 000 personas. Villaricos.

#### EnBreslavia(Polonia)
- Creamfields Polonia 2002 - 7 de julio - 34 000 personas34.000 personas
- Creamfields Polonia 2001 - 16 de agosto.
- Creamfields Polonia 1999 - 7 de julio.
- Creamfields Polonia 1998 - 1 de julio - 18 000 personas.

### América

#### En Buenos Aires (Argentina)
Las ediciones de Creamfields en Argentina se realizan exclusivamente en la ciudad autónoma de Buenos Aires, de allí que reciba el nombre de Creamfields BA. Contabilizando todas las ediciones existentes de Creamfields hasta la fecha, sin discriminar país, ciudad o año de realización, Buenos Aires es la única ciudad del mundo que pudo albergar una edición de Creamfields con un nivel de concurrencia de unas 80.000 personas (Creamfields BA 2010, realizada en las instalaciones del Autódromo Oscar y Juan Gálvez, contando con DJs y artistas de primer nivel como Carl Cox, Sasha, Fatboy Slim y Paul van Dyk, reunidos en una sola noche):
| Edición             | Fecha                        | Lugar                     | Personas | Artistas notables |
| ------------------- | ---------------------------- | ------------------------- | -------- | --- |
| Creamfields BA 2001 | 10 de noviembre de 2001      | Hipódromo de San Isidro   | 18 000   | DJs internacionales como Paul Oakenfold, Howie B, Hernán Cattaneo |
| Creamfields BA 2002 | 23 de noviembre de 2002      | Dique 1 Puerto Madero     | 24 000   | Hernán Cattaneo, Frankie Knuckles, Timo Maas, Satoshi Tomiie, Nick Warren, Faithless, Medicine 8, Pete Tong, Babasónicos, Zuker y Romina Cohn, entre otros. |
| Creamfields BA 2003 | 11 de noviembre de 2003      | Dique 1 Puerto Madero     | 35 000   | Layo & Bushwacka!, Sander Kleinenberg, Danny Howells, Junkie XL (live), Hernán Cattaneo, Audio Bullys, Babasónicos, Josh Wink, Scratch Perverts, Dj Marky, Catupecu Machu, Infusion (live). |
| Creamfields BA 2004 | 13 de noviembre de 2004      | Costanera Sur             | 55 000   | Groove Armada, Paul Oakenfold, Deep Dish, Erick Morillo, Jeff Mills, Darren Emerson, Hernán Cattaneo, Steve Lawler, Plump DJs y Dave Angel. |
| Creamfields BA 2005 | 12 de noviembre de 2005      | Costanera Sur             | 60 000   | The Prodigy, Audio Bullys, Infusion y los locales Zuker XP, Paul Oakenfold, Danny Howells, Danny Tenaglia, Hernán Cattaneo, 2 Many DJs, David Guetta, Kevin Saunderson, James Holden, DJ Vibe e Ivan Smagghe. |
| Creamfields BA 2006 | 11 de noviembre de 2006      | Costanera Sur             | 62 000   | Underworld, Sasha, Erick Morillo, Tiga, Hernán Cattaneo, Sander Kleinenberg, Dave Clarke, X-Press 2, Layo & Bushwacka!, Nic Fanciulli, M.A.N.D.Y., Silicone Soul, 2020 Soundsystem, Zuker, Paul Woolford, Damian Lazarus. |
| Creamfields BA 2007 | 10 de noviembre de 2007      | Autódromo Buenos Aires    | 55 000   | The Chemical Brothers, Carl Cox, John Digweed, Deep Dish, Hernán Cattaneo, LCD Soundsystem. |
| Creamfields BA 2008 | 8 de noviembre de 2008       | Autódromo Buenos Aires    | 42 000   | Gorillaz, David Guetta, Cassius, Crystal Castles |
| Creamfields BA 2009 | 19 de diciembre de 2009      | Parque Roca               | 30 000   | Tiësto, Hernán Cattaneo, Richie Hawtin, Jeff Mills |
| Creamfields BA 2010 | 13 de noviembre de 2010      | Autódromo Buenos Aires    | 80 000   | David Guetta, Faithless, Fatboy Slim, Paul van Dyk, Carl Cox, Sasha, Richie Hawtin |
| Creamfields BA 2011 | 12 de noviembre de 2011      | Autódromo Buenos Aires    | 75 000   | David Guetta, Groove Armada, Above & Beyond, Sven Väth, John Digweed, Hernán Cattáneo, Ferry Corsten, Fedde Le Grand, Laidback Luke, Afrojack |
| Creamfields BA 2012 | 10 de noviembre de 2012      | Autódromo Buenos Aires    | 120 000  | David Guetta, Calvin Harris, Paul van Dyk, Richie Hawtin, Fedde le Grand, Alesso, Nervo, Guy Gerber, Infected Mushroom. |
| Creamfields BA 2013 | 9 de noviembre de 2013       | Costanera Sur             | ?        | Underworld, Steve Angello, Above & Beyond, Richie Hawtin, Sven Vath, Luciano, Sasha, Hernan Cattaneo, Zedd, Maceo Plex. |
| Creamfields BA 2014 | 8 de noviembre de 2014       | Autódromo de Buenos Aires | ?        | David Guetta, Dimitri Vegas & Like Mike, Martin Garrix, Richie Hawtin, Sven Vath, Deep Dish, Fedde le Grand, Hernán Cattáneo, Solomun, Tale of Us, Maya Jane Coles, Maetrik, Art Department, Tommy Trash, The Martínez Brothers, R3hab, Guy Gerber, Otto Knows, Arty, Hercules and Love Affair, Julian Jeweil, Gaiser, Barem, Mathias Kaden, Ilario Alicante, Franco Cinelli, Deep Mariano. |
| Creamfields BA 2015 | 14 de noviembre de 2015      | Costanera Sur             | ?        | Dimitri Vegas & Like Mike, Richie Hawtin, Sven Vath, Paul Oakenfold, Nervo, Luciano, The Martínez Brothers, Solomun, Art Department, Hernán Cattáneo, Barem, Bassjackers, Christian Burkhardt, Franco Cinelli, Guti, Hot Since 82, Popof, Pan-Pot, Ilario Alicante, Krewella, Maceo Plex, Mano Le Tough, Marcel Dettmann, Matador, Patrick Topping, Romina Cohn.                            |
| Creamfields BA 2024 | 16 y 17 de noviembre de 2024 | Parque de la Ciudad       | ?        | |

#### EnSantiago(Chile)
| Evento                           | Fecha           | Lugar                                     | Número de Asistentes | Artistas destacados |
| -------------------------------- | --------------- | ----------------------------------------- | -------------------- | --- |
| Creamfields Chile 2004           | 12 de noviembre | Ciudad empresarial de Huechuraba          | 12.000               | Groove Armada, Paul Oakenfold, Hernán Cattáneo |
| Creamfields Chile 2005           | 11 de noviembre | Ciudad empresarial de Huechuraba          | 17.000               | The Prodigy, Paul Oakenfold, 2 Many Dj´s |
| Creamfields Chile 2006           | 10 de noviembre | Ciudad empresarial de Huechuraba          | 8.000                | Sasha, Catupecu Machu, Hernán Cattáneo. |
| Creamfields Chile 2007           | 9 de noviembre  | Movicenter                                | 8.000                | The Chemical Brothers, Carl Cox, Tiefschwarz. |
| Creamfields Chile 2008           | 7 de noviembre  | Mall Plaza Norte                          | -/-                  | Unkle, Simian Mobile Disco, Satoshi Tomiie, Hernán Cattáneo. |
| Creamfields Chile 2009           | 6 de noviembre  | Campo deportivo San Joaquín de Huechuraba | -/-                  | Guy Gerber, Armin Van Buuren, David Guetta |
| Creamfields Chile 2010           | 12 de noviembre | Espacio Riesco                            | 25.000               | Calvin Harris, David Guetta, Laidback Luke, Steve Lawler, Faithless, Mark Knight, Paul Van Dyk |
| Creamfields Chile 2011           | 11 de noviembre | Espacio Riesco                            | 25.000               | Laidback Luke, David Guetta, Afrojack, Sven Väth, Luciano, Ferry Corsten, Fedde Le Grand, Busy P, Joris Voorn |
| Creamfields Chile 2012           | 9 de noviembre  | Espacio Riesco                            | -/-                  | David Guetta, Calvin Harris, Fedde le Grand, Jamie Jones, Alesso, James Zabiela, NERVO, Guti |
| Creamfields Chile 2013           | 8 de noviembre  | Espacio Riesco                            | -/-                  | Underworld, Steve Angello, Faithless, Above Beyond, Dimitri Vegas & Like Mike, Sven Vath, Zedd, Maceo Plex, Solomun |
| Creamfields Chile 2014           | 7 de noviembre  | Espacio Riesco                            | 23.000               | David Guetta, Dimitri Vegas & Like Mike, Martin Garrix, Fedde le Grand, Deep Dish, Tale of Us, Art Department, Tommy Trash, R3hab |
| Creamfields Chile 2015           | 13 de noviembre | Espacio Riesco                            | -/-                  | Dimitri Vegas & Like Mike, Don Diablo, DVBBS, Richie Hawktin, Luciano, Hernan Cattaneo, NERVO, Krewella |
| Creamfields Chile 2016           | 9 de noviembre  | Club Hípico de Santiago                   | 30.000               | Tiesto, Oliver Heldens, Marshmello, KSHMR, Don Diablo, Yellow Claw, Blasterjaxx, Borgeous, Mike Cervello, Sam Feldt, Lost Frequencies, Sven Vath, Dubfire, The Martinez Brothers, Apollonia, Felix Jaehn, Youngr, Moksi                                                                 |
| Creamfields Chile 2017           | 12 de noviembre | Club Hípico de Santiago                   | -/-                  | Showtek, Richie Hawtin, Paul Kalkbrenner, Yellow Claw, Gunz for Hire, The Black Madonna, Lee Burridge, Robin Schulz, Tinie Tempah, NERVO, Bakermat, Kryder, Mat Zo, Ghastly, Ookay, Kayzo, Francisco Allendes, Klingande, Seeb                                                          |
| Creamfields Chile 2018 (15 Años) | 17 de noviembre | Club Hípico de Santiago                   | 35.000               | Armin Van Buuren, Bedouin, Bruno Martini, Carnage, Cesqeaux, Coone, Enzo Siragusa, Faithless (DJ Set), Flosstradamus, Goldfish, Gravedgr, Le Fleur, Matador, Mike Perry, Oliver Heldens, Sam Feldt, Saymyname, Sigma, Sunnery James & Ryan Marciano, Timmy Trumpet, What so Not, Zomboy |

El día 23 de noviembre de 2019 se realizará la versión número 16 del festival, contando con artistas como Diplo, Steve Aoki, Don Diablo (DJ), Fisher (DJ), Chris Lake, entre otros.

#### EnPunta del Este(Uruguay)
- Creamfields Punta Del Este 2008 - 12 de enero - edition opens Creamfields’ 10th Anniversary Year. Asistieron 8000 personas, el lugar donde se llevó a cabo fue en El Jagüel.
- Creamfields Montevideo 2018 - 16 de noviembre - El evento se canceló tras ser postergado.[3] Los artistas confirmados eran Armin van Buuren, Sunnery James & Ryan Marciano

#### EnAsunción(Paraguay)
- Creamfields Paraguay 2016 - 5 de noviembre - Tiesto, Alok, Andrea Oliva, Dubfire, Gui Boratto, Guy Gerber, Hernan Cattaneo, Marshmello, Oliver Heldens, Third Party, Franco Cinelli, entre otros.

#### EnLima(Perú)
- Creamfields Perú 2007 - 17 de noviembre - 7000 personas (Club Hebraica). Se presentaron entre otros: John Digweed, Hernán Cattáneo, James Zabiela, Matthew Dear, Desyn Masiello, Gui Boratto, 16 Bit Lolitas, Argy, Rodrigo Lozano, Sean Miller, Martín García, Micky Gonzales.
- Creamfields Perú 2008 - 15 de noviembre - 12 000 personas (Fundo Mamacona). Se presentaron entre otros: Steve Lawler, Markus Schulz, Junkie XL, M.A.N.D.Y., Dave Seaman, Carl Craig, Sebastien Leger, Radio Slave, Rodrigo Lozano, Satoshi Tomiie, Desyn Masiello, La Mente.
- Creamfields Perú 2009 - 14 de noviembre - 15 000 personas (Fundo Mamacona). Se presentaron entre otros: Etienne De Crecy, Henry Saiz, Guy J, Richie Hawtin, Shlomi Aber, Gaiser, Hernan Cattaneo, Deep Mariano, Hybrid, Lee Curtis, Sander Kleinenberg, James Zabiela, Luca Bacchetti, Rodrigo Lozano, Christian Berger, Santiago Canny, Kike Mayor, Theremyn 4 entre otros.
- Creamfields Perú 2010 - 20 de noviembre - 13 000 personas (Fundo Mamacona). Se presentaron entre otros: Calvin Harris, Dubfire, Ferry Corsten, Nick Warren, Marco Carola, Claude VonStroke, Jamie Jones, Paul Kalkbrenner, 16 bit lolitas, Davide Squillace, Ilario Alicante, Silicon Soul, Dyed Soundorom, Soul Clap, Jay Haze, Rodrigo Lozano, Christian Berger, Santiago Canny, Sultan & Ned Shepard.
- Creamfields Perú 2011 - 19 de noviembre - 20 000 personas (Fundo Mamacona). Se presentaron entre otros: David Guetta, John Digweed, Loco Dice, Laidback Luke, Afrojack, Adam Beyer, Pan Pot, Art Departament, Dan Ghenancia, Markus Fix, DJ Wild, Guti, Hubert Gómez, Robert James, Rodrigo Lozano, Christian Berger, Israel Vich, Andres Dyer, Kike Mayor, Danny EM, Santiago Canny, VJ Rafo Pereyra (Visual LAB).
- Creamfields Perú 2012 - 17 de noviembre - 15 000 personas (Fundo Mamacona). Se presentaron entre otros: Armin Van Buuren, Nervo, James Zabiela, Oscar Bohorquez, Henry Saiz, Hernan Cattaneo, Miss Kittin, Dubfire, Mathias Kaden, Hubert Gomez, Franco Cinelli, Dorian Paic, Sascha Dive, Santiago Canny, Deaf Pillow, Tale of Us, M.A.N.D.Y., Steve Lawler, Claude VonStroke, Livio & Roby.

- Creamfields Perú 2013 - 16 de noviembre - 16 000 personas (Fundo Mamacona). Se presentaran entre otros Sven Väth, Hernan Cattaneo & Nick Warren, AN21 & Max Vangeli, Sunnery James & Ryan Marciano, Chris Liebing, Pan Pot, Nic Fanciulli, Popof, Third Party, Michael Mayer, Ellen Allien, Barem, Sied van Riel, Andrew Bayer, Livio & Roby, Norin & Rad, Deaf Pillow, Thomas Datt, Danny Daze, Julien Bracht, Deathmind, Rodrigo Lozano, Christian Berger, Hubert Gomez.
- Creamfields Perú 2014 - 15 de noviembre - 25.000 personas (Fundo Mamacona). Se presentaron entre otros  David Guetta, Tommy Trash, R3hab, Chris Liebing, The Martínez Brothers, Guy Gerber, Art Department, Apollonia, Mathias Kaden, Ilario Alicante, Barem, Deep Dish, Deaf Pillow.
- Creamfields Perú 2015 - 21 de noviembre - 20.000 personas (Fundo Mamacona). Se presentaron entre otros Art Departament, Bassjackers, Christian Burkhardt, Deaf Pillow, Hector, Hot Since 82, Ilario Alicante, Lee Foss & Anabel Englund, Mano Le Tough, Marco Carola, Matthew Koma, Nick Warren, Pan-Pot, Patrick Topping, Popof, Robin Schulz, Roger Sánchez, tINI, W&W.
- Creamfields Perú 2016 - Se presentaron entre otros Oliver Heldens, KSHMR y Blasterjaxx, Ilario Allicante, Paco Osuna y The Martinez Brothers. Tiesto (No salió al escenario debido a las pocas medidas de seguridad[4])
- Creamfields Perú 2017 fue suspendido a causa de problemas que la productora que acogió el evento en ese país en la edición 2016, había sido sancionada por la Indecopi y cuyo mandato no fue cumplido.[5]